# Esmarch-Küste
Koordinaten: 54° 26′ S, 3° 18′ O
Die Esmarch-Küste (norwegisch Esmarchkysten) ist ein 6,5 km langer Küstenabschnitt im Westen der Bouvetinsel. Er liegt zwischen dem Kap Circoncision im Norden und der Landspitze Catoodden im Süden. Nach Nordosten schließt sich die Morgenstierne-Küste an, nach Südosten die Vogt-Küste.
Wissenschaftler des Norwegischen Polarinstituts benannten sie 1980. Namensgeber ist der norwegische Diplomat August Esmarch (1881–1956), Staatssekretär im norwegischen Außenministerium von 1922 bis 1935.